# Mercedes-AMG C 192
Der Mercedes-AMG C 192 ist die zweite Generation des Sportwagens GT von Mercedes-AMG.

## Geschichte
Vorgestellt wurde der Gran Turismo (GT) im August 2023 auf der Monterey Car Week im Rahmen des Pebble Beach Concours d’Elegance. Seit Oktober 2023 wird er verkauft. Ihn gibt es im Gegensatz zum Vorgängermodell der Baureihe 190 nur noch als Coupé. Der Roadster entfiel zugunsten des bereits im Oktober 2021 präsentierten Mercedes-AMG SL. Darüber hinaus hat der GT der zweiten Generation optional eine umklappbare Rücksitzbank, was auch durch einen Längenzuwachs von rund 15 Zentimetern ermöglicht wird. Vorgesehen ist sie aber nur für bis zu 1,50 Meter große Personen.
Im September 2023 zeigte Mercedes-AMG auf der IAA in München mit dem GT Concept E Performance einen Ausblick auf eine hybridisierte Version der Baureihe. Die entsprechende Serienversion wurde im April 2024 während des Großen Preises von China vorgestellt.
Ein Sondermodell ist die Motorsport Collectors Edition, die im September 2024 vorgestellt wurde. 200 Exemplare des in den Farben des Mercedes AMG F1 Teams gestalteten Modells werden gebaut. Angetrieben wird diese Version vom aus dem GT 63 Pro bekannten Motor. Ein weiteres Sondermodell wurde mit der APXGP Edition im Mai 2025 beim Großen Preis von Miami vorgestellt. Es wird genutzt, um den Film F1 mit Brad Pitt zu bewerben und ist auf 52 Exemplare limitiert. Der Antrieb stammt aus dem GT 63.
Gebaut wird der C 192 im Mercedes-Benz Werk Bremen.

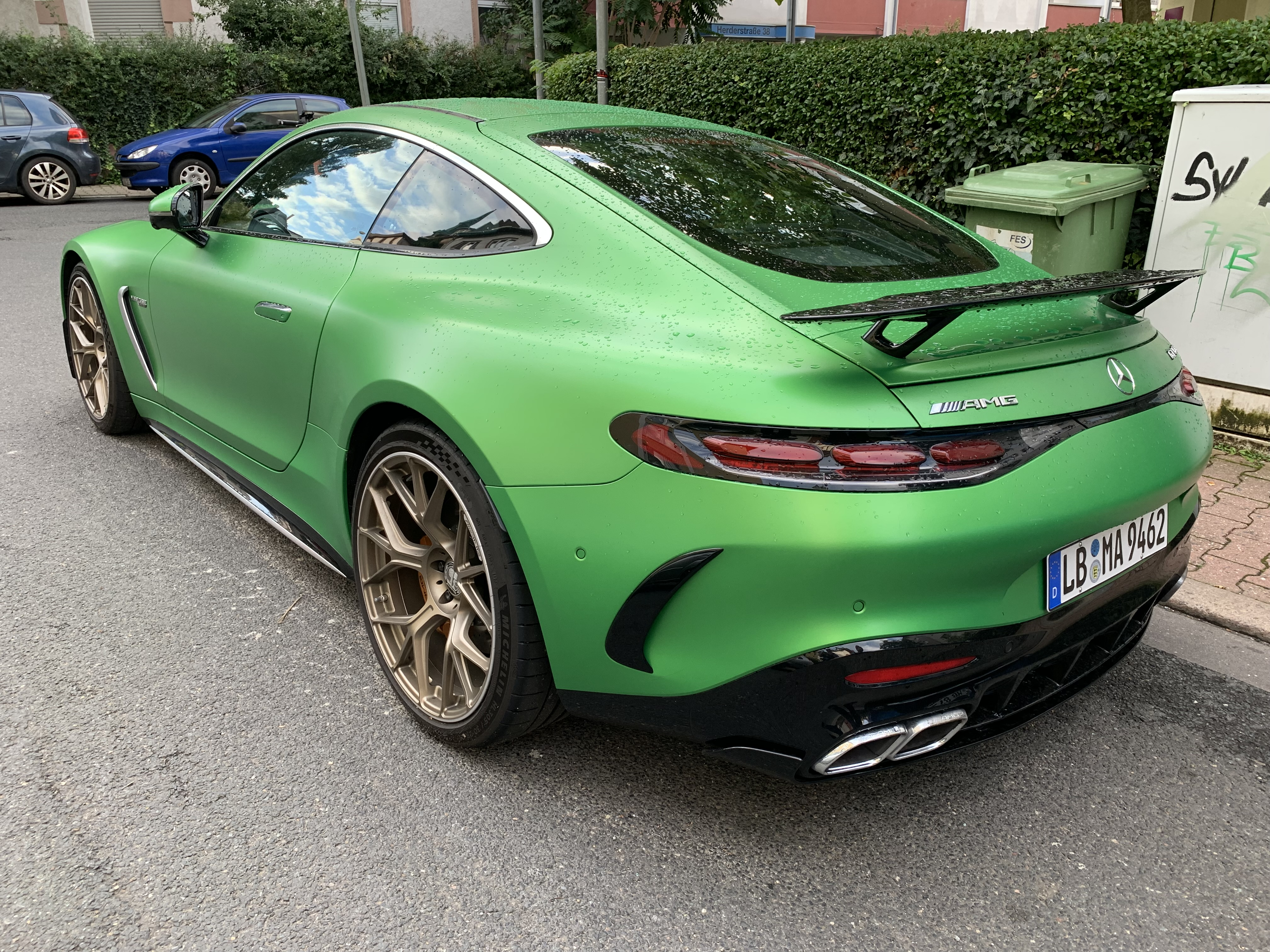
Heckansicht
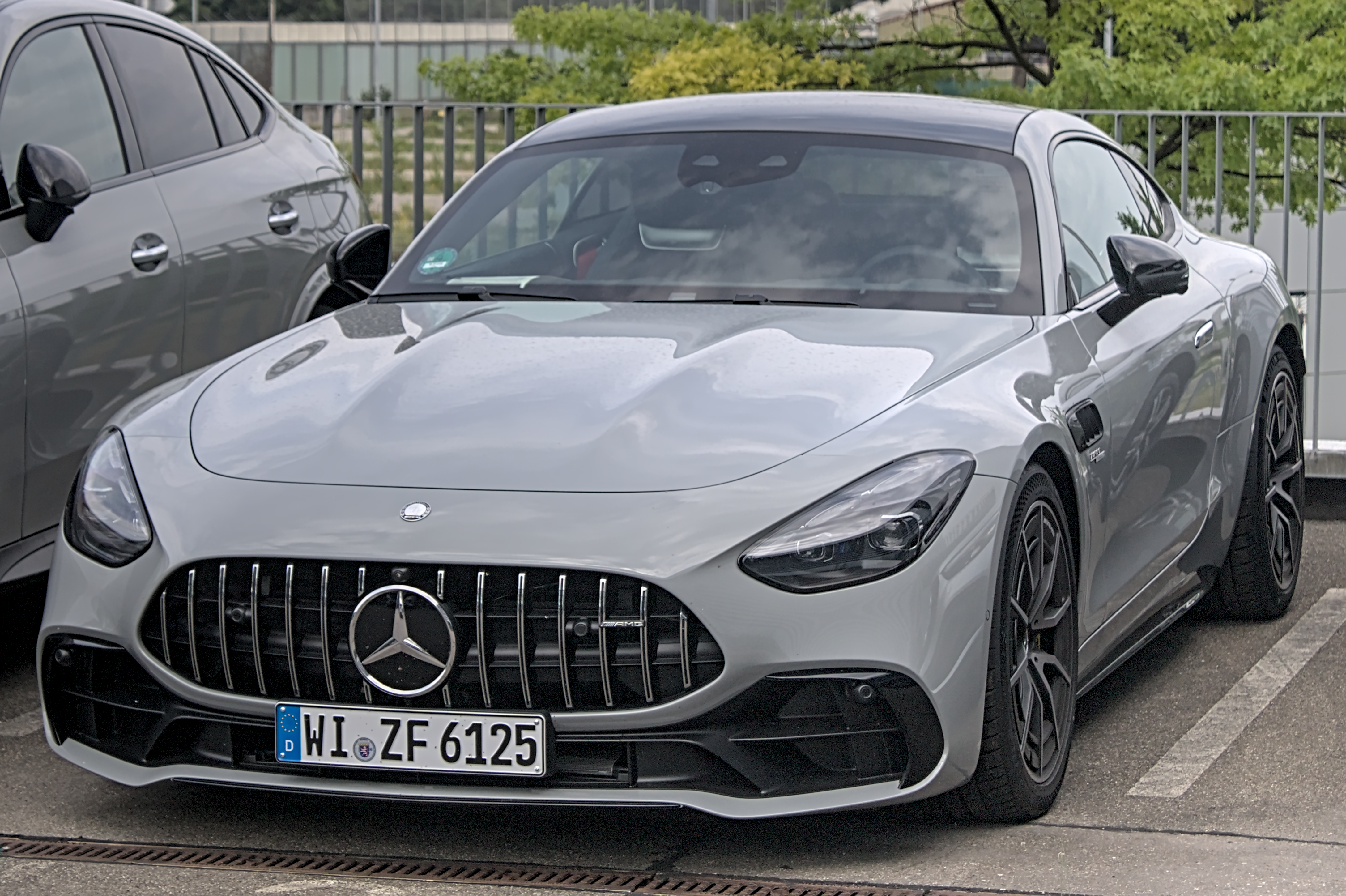
Mercedes-AMG GT 43 (seit 2024)
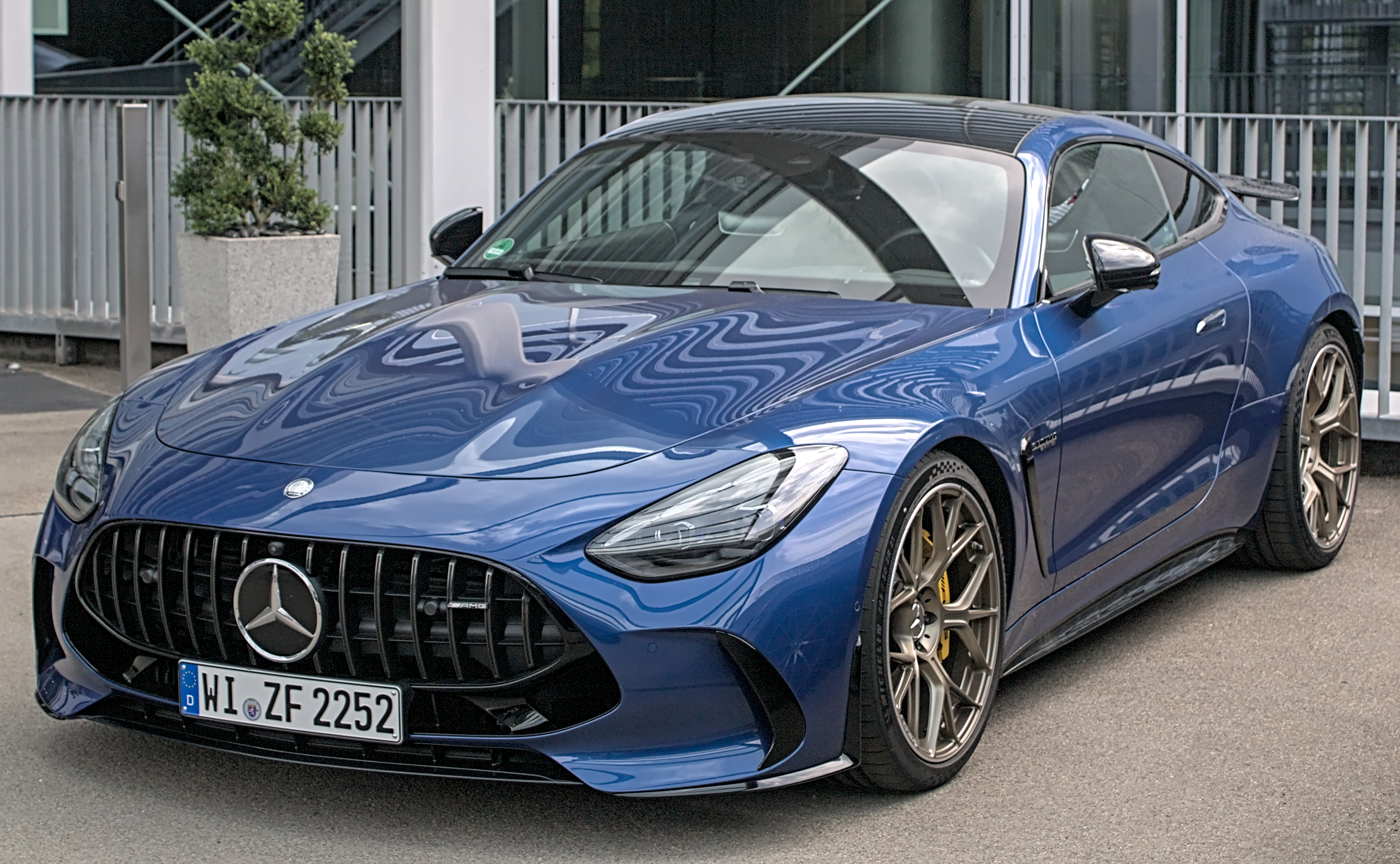
Mercedes-AMG GT 55 (seit 2024)
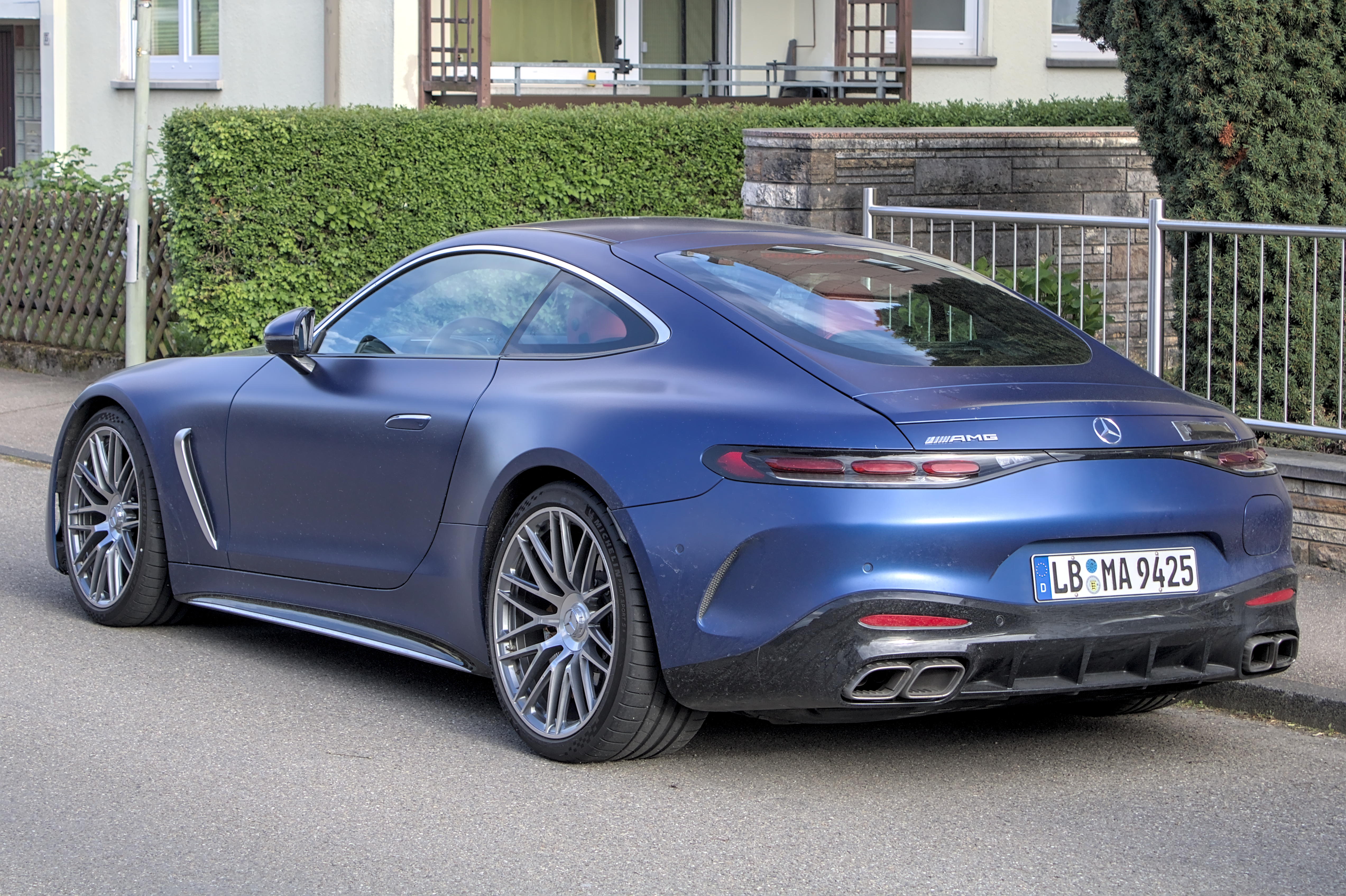
Mercedes-AMG GT 63 S E Performance (seit 2024)
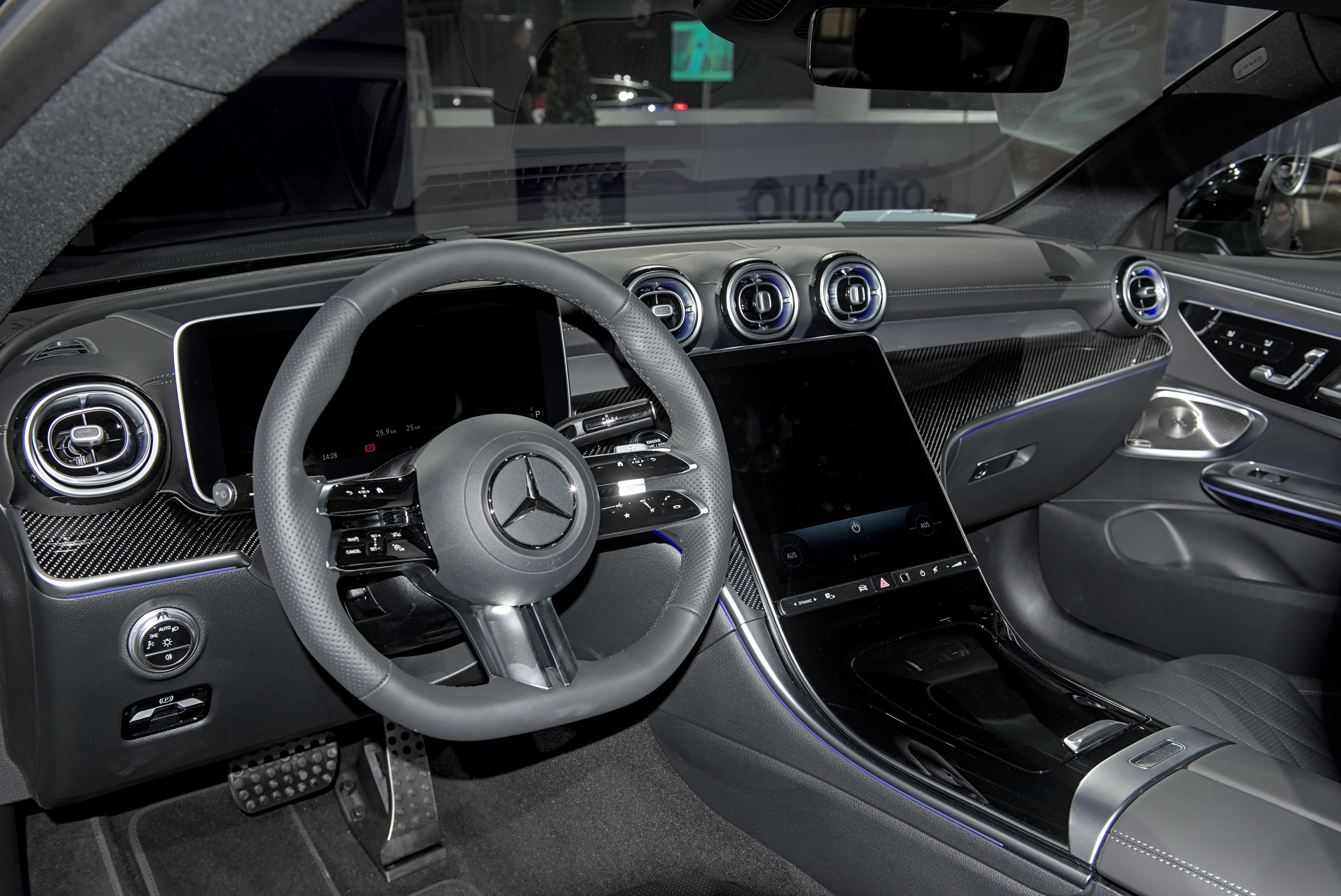
Innenansicht
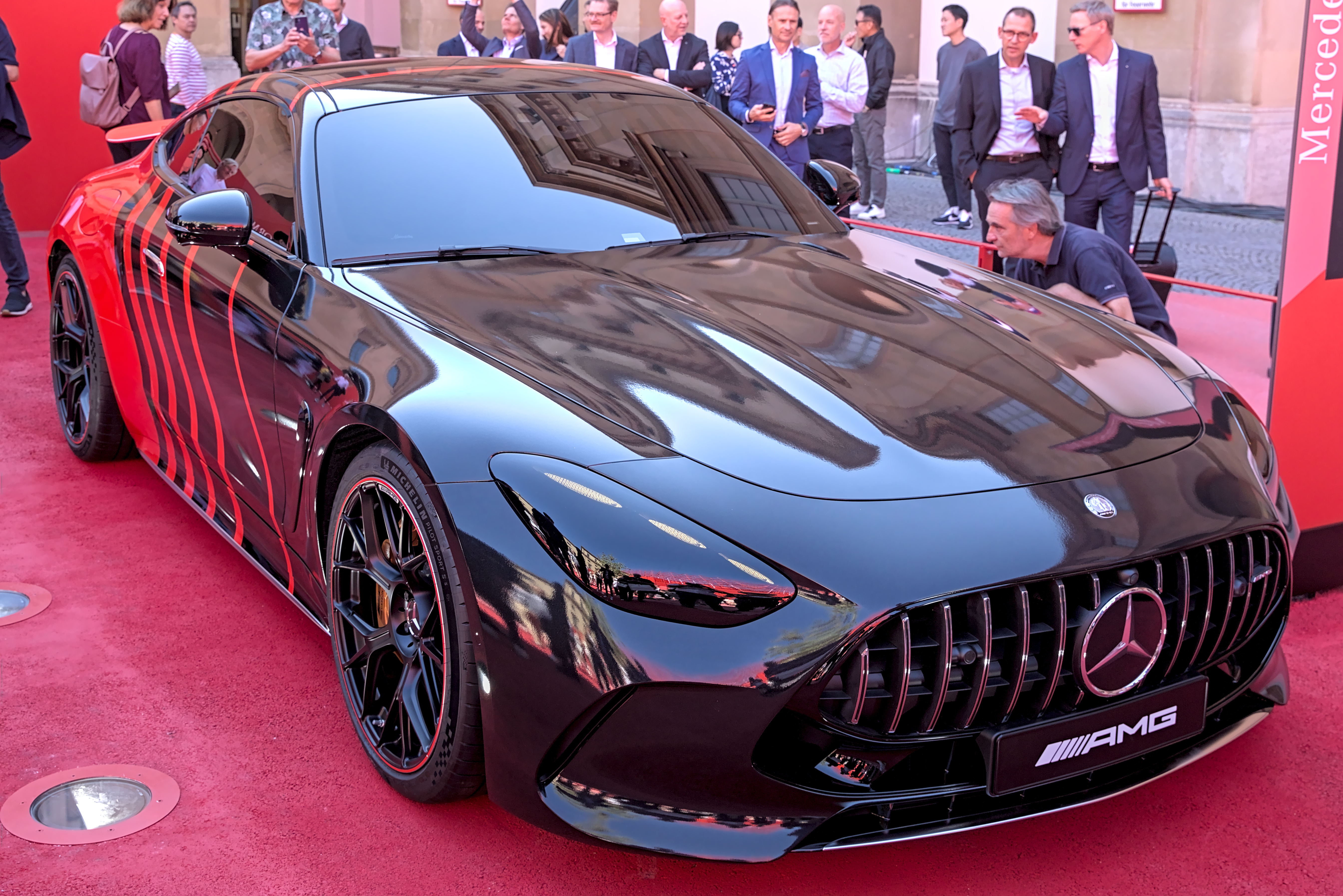
Mercedes-AMG GT Concept E Performance auf der IAA 2023
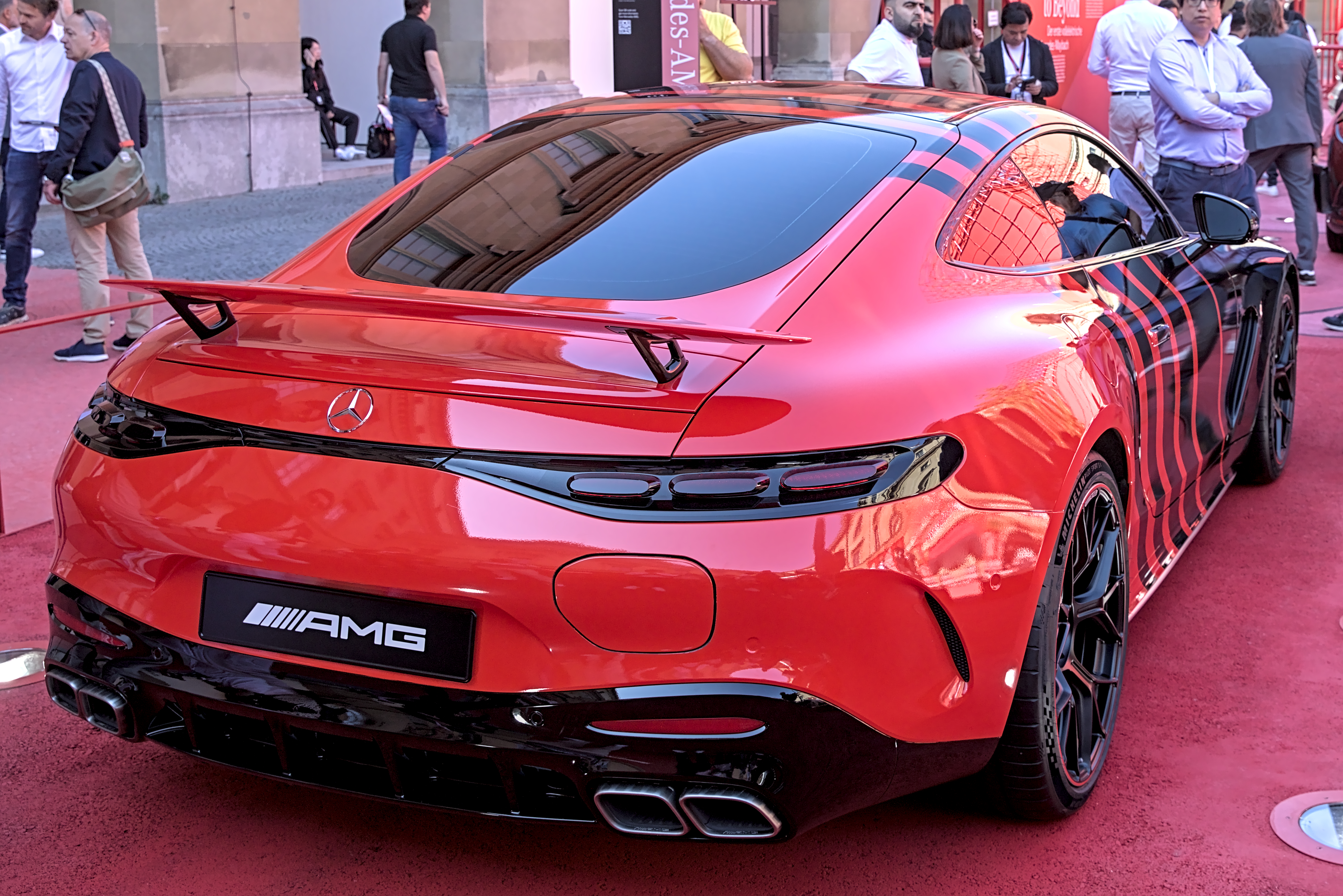
Heckansicht

## Technische Daten
Zum Marktstart wurde der knapp zwei Tonnen schwere C 192 von einem Vierliter-V8-Ottomotor mit Allradantrieb und einer Neunstufen-Automatik in zwei Leistungsstufen angetrieben. Die Höchstgeschwindigkeit wurde mit bis zu 315 km/h angegeben. Im März 2024 wurde das Basismodell mit Hinterradantrieb vorgestellt, das von einem Zweiliter-R4-Ottomotor angetrieben wird. Die Plug-in-Hybrid-Version hat eine maximale Leistung von 600 kW (816 PS) und erreicht eine Höchstgeschwindigkeit von 320 km/h. Die elektrische Reichweite wird mit 13 km angegeben. Der GT 63 Pro hat 450 kW (612 PS) und wurde auf dem Goodwood Festival of Speed im Juli 2024 präsentiert.
Das Automatikgetriebe AMG Speedshift MCT 9G wird gegenüber dem Vorgängermodell nicht mehr an der Hinterachse (Transaxle-Bauweise), sondern direkt am Motor verbaut. Der Motor ist zudem auf der Vorderachse statt hinter ihr positioniert. Dadurch ergibt sich eine deutlich frontlastigere Gewichtsverteilung. Das Fahrwerk verwendet Doppelquerlenkerachsen. Die Lenkung wird über Zahnstangen geführt.
| Kenngrößen                                  | GT 43                                        | GT 55 4MATIC+                                | GT 63 4MATIC+                                | GT 63 Pro 4MATIC+                            | GT 63 S E Performance                                 |
| ------------------------------------------- | -------------------------------------------- | -------------------------------------------- | -------------------------------------------- | -------------------------------------------- | ----------------------------------------------------- |
| Bauzeitraum                                 | seit 05/2024                                 | seit 04/2024                                 | seit 10/2023                                 | seit 09/2024                                 | seit 05/2024                                          |
| Motorkenndaten                              |                                              |                                              |                                              |                                              |                                                       |
| Motorbezeichnung *                          | M 139 DE 20 AL                               | M 177 DE 40 AL                               | M 177 DE 40 AL                               | M 177 DE 40 AL                               | M 177 DE 40 AL                                        |
| Motortyp                                    | R4-Ottomotor                                 | V8-Ottomotor                                 | V8-Ottomotor                                 | V8-Ottomotor                                 | V8-Ottomotor + Elektromotor                           |
| Gemischaufbereitung                         | kombinierte Direkt- und Saugrohreinspritzung | Direkteinspritzung                           | Direkteinspritzung                           | Direkteinspritzung                           | Direkteinspritzung                                    |
| Motoraufladung                              | Turbolader, elektrisch unterstützt           | Biturbo                                      | Biturbo                                      | Biturbo                                      | Biturbo                                               |
| Hubraum                                     | 1991 cm³                                     | 3982 cm³                                     | 3982 cm³                                     | 3982 cm³                                     | 3982 cm³                                              |
| max. Leistung                               | 310 kW (421 PS) bei 6750/min                 | 350 kW (476 PS) bei 5500–6500/min            | 430 kW (585 PS) bei 5500–6500/min            | 450 kW (612 PS) bei 5500–6500/min            | 450 kW + 150 kW (612 PS + 204 PS) bei 5750–6500 min−1 |
| max. Drehmoment                             | 500 Nm bei 3250–5000/min                     | 700 Nm bei 2250–4500/min                     | 800 Nm bei 2500–5000/min                     | 850 Nm bei 2350–5000/min                     | 850 Nm bei 2500–4500 min−1 + 320 Nm                   |
| Kraftübertragung                            |                                              |                                              |                                              |                                              |                                                       |
| Antrieb, serienmäßig                        | Hinterradantrieb                             | Allradantrieb                                | Allradantrieb                                | Allradantrieb                                | Allradantrieb                                         |
| Getriebe, serienmäßig                       | Neunstufen-Automatik (AMG Speedshift MCT 9G) | Neunstufen-Automatik (AMG Speedshift MCT 9G) | Neunstufen-Automatik (AMG Speedshift MCT 9G) | Neunstufen-Automatik (AMG Speedshift MCT 9G) | Neunstufen-Automatik (AMG Speedshift MCT 9G)          |
| Messwerte                                   |                                              |                                              |                                              |                                              |                                                       |
| Höchstgeschwindigkeit                       | 280 km/h                                     | 295 km/h                                     | 315 km/h                                     | 317 km/h                                     | 320 km/h                                              |
| Beschleunigung, 0–100 km/h                  | 4,6 s                                        | 3,9 s                                        | 3,2 s                                        | 3,2 s                                        | 2,8 s                                                 |
| Kraftstoffverbrauch auf 100 km (kombiniert) | 10,3 l Super                                 | 14,1 l Super                                 | 14,1 l Super                                 | 14,1 l Super                                 | 8,2 l Super                                           |
| CO2-Emission (kombiniert)                   | 235 g/km                                     | 319 g/km                                     | 319 g/km                                     | 319 g/km                                     | 188 g/km                                              |
| Abgasnorm nach EU-Klassifikation            | Euro 6e                                      | Euro 6e                                      | Euro 6d-ISC-FCM (seit 04/2024: Euro 6e)      | Euro 6e                                      | Euro 6e                                               |

* Die Motorbezeichnung ist wie folgt verschlüsselt:
M = Motor (Otto), Baureihe = 3-stellig, DE = Direkteinspritzung, Hubraum = Deziliter (gerundet), A = Abgasturbolader, L = Ladeluftkühlung